# Papiliorama

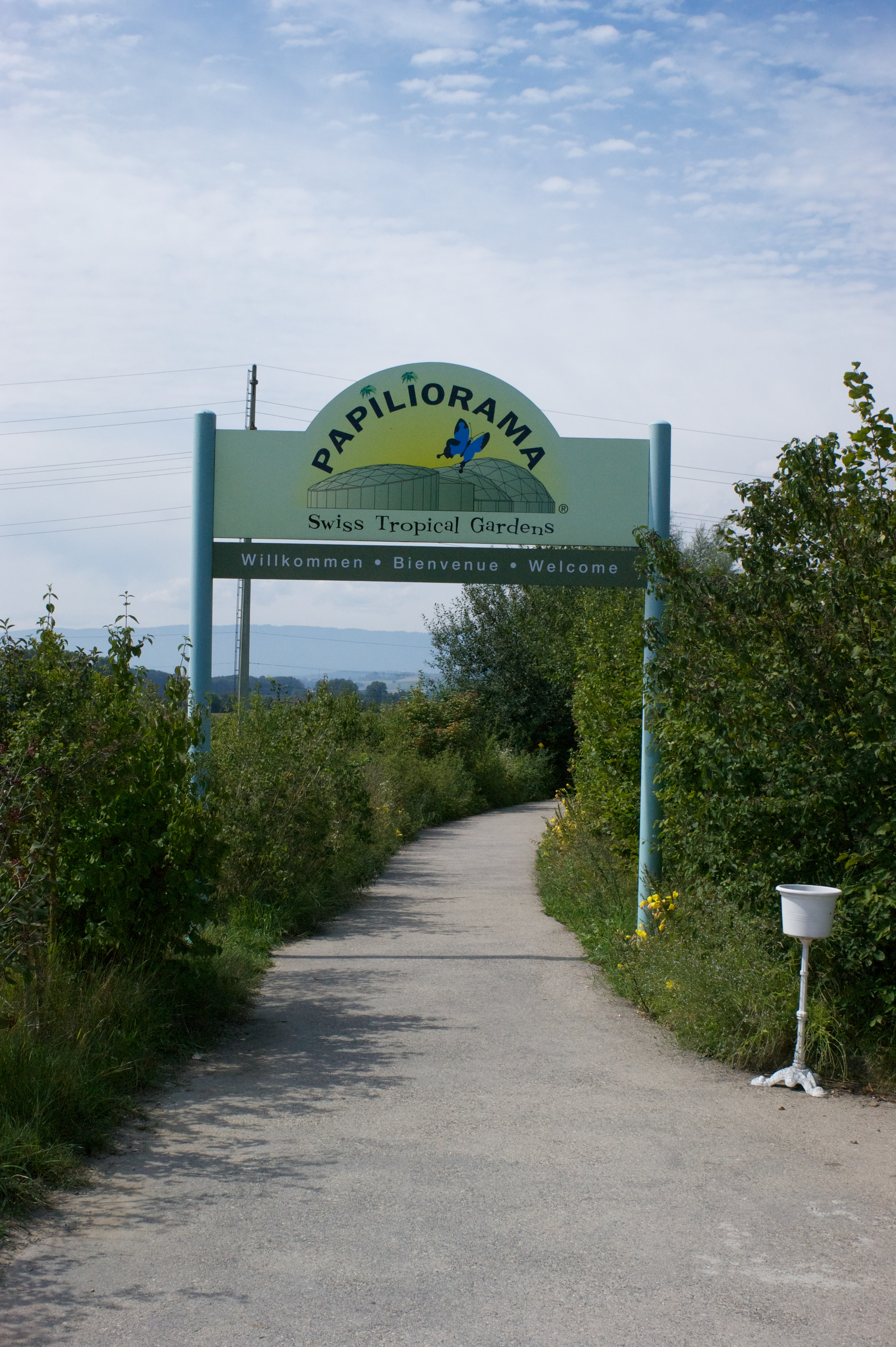
L'entrée du papiliorama.

Le Papiliorama est une attraction qui se trouve à Chiètres en Suisse. Le complexe est composé de plusieurs coupoles qui reproduisent divers biotopes. Un grand nombre de papillons y sont présents ainsi que divers animaux tropicaux (oiseaux, amphibiens, mammifères, etc.).
En plus de son rôle récréatif, la Fondation Papiliorama poursuit des objectifs en lien avec la sensibilisation aux problématiques environnementales actuelles. À titre d'exemple, la préservation de la biodiversité et le sort des forêts tropicales sont des thématiques omniprésentes dans les différentes expositions de la fondation.

## Expositions
Le Papiliorama abrite notamment un grand nombre de papillons, plusieurs espèces d'oiseaux, des poissons ou encore des raies, dans un climat tropical.
Le Nocturama héberge des animaux nocturnes observables dans la pénombre, comme des paresseux, des ratons-laveurs et des chauves-souris. Un toit spécial filtre la lumière et recrée des conditions nocturnes de pleine lune en plein jour, avec 12 heures de décalage. Cette serre est unique au monde.
Le Jungle Trek est une réplique miniature de la réserve de Shipstern (Belize), une zone naturelle de 400km2 protégée par le Papiliorama depuis 1989. Cette coupole accueille des animaux typiques de Shipstern, notamment des oiseaux, des reptiles et des mammifères. Le pont panoramique permet d'observer la coupole depuis les hauteurs.
Le Wild Seeland permet de découvrir les espèces animales et végétales de la région, avec notamment divers canards sauvages et des cistudes d'Europe. La Tente aux P’tites bêtes expose principalement des papillons suisses, comment le Paon de jour, la Petite tortue, le Machaon et les piérides. On y retrouve également des araignées, cloportes, abeilles sauvages et autres petites bêtes.
En plus des trois principales serres, le complexe abrite notamment plusieurs volières et enclos (intérieurs et extérieurs), un mini-zoo hébergeant des animaux de la ferme ou encore des espaces ludiques et didactiques destinés aux jeunes visiteurs.

## Dates importantes

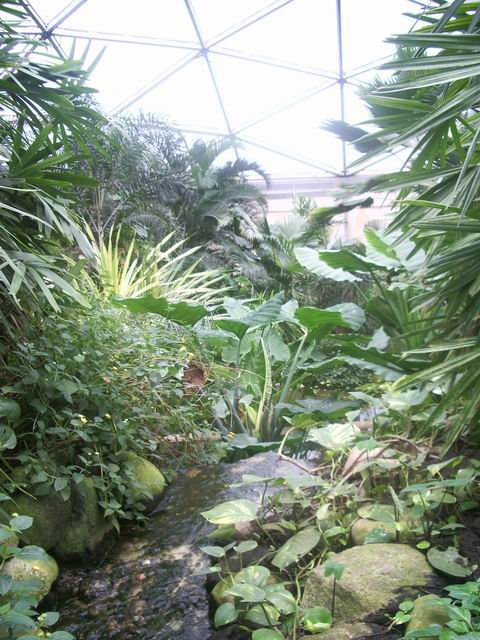
intérieur du papiliorama

La première serre, construite à Marin, dans le canton de Neuchâtel, a été inaugurée en 1988 grâce au travail du biologiste Maarten Bijleveld van Lexmond et de sa famille.
En 1995, un incendie accidentel a détruit une partie de l'installation qui a dû être reconstruite et repeuplée.
En 2002, vu l'impossibilité d'augmenter la surface du site à Marin, il a été décidé de le transférer d'une quinzaine de kilomètres à Chiètres, dans le canton de Fribourg, où de nouvelles halles ont été construites et inaugurées en 2003.
En 2005, l'arrêt "Kerzers Papillorama" a été créé sur la ligne ferroviaire Lyss-Chiètres.
En 2008, le Papiliorama inaugure son troisième dôme, le Jungle Trek.
En 2013, pour ses 25 ans. le Papiliorama passe le cap des 5 millions de visiteurs depuis sa création.
En 2016, le Papiliorama signe une affluence record, avec 276 000 visiteurs.
En 2018, le Papiliorama est le 6e site touristique le plus visité de Suisse romande, derrière le Musée Olympique de Lausanne, Chaplin's World, le Muséum de Genève, le Château de Chillon et la Maison Cailler.
En 2021, le projet « Papiliorama 2030+ » est officiellement lancé. Parmi les nombreux aménagements et modernisations prévus, on retrouve un nouveau bâtiment d'exposition nommé Canopea, où l'on découvrira des oiseaux, reptiles et amphibiens tropicaux, ainsi qu'une exposition sur la région des Trois-Lacs avec volière et étangs,.

## Accès
- Via la ligne ferroviaire Lyss-Chiètres, arrêt Kerzers Papiliorama
- Via l'Autoroute A1, sortie 30 Kerzers
- Via la route Kerzers-Aarberg